# Марселіно Кампаналь
Марселіно Вакеро Гонсалес дель Ріо (ісп. Marcelino Vaquero González del Río, 13 лютого 1931, Хіхон — 25 травня 2020), відомий за прізвиськом Кампаналь II (ісп. Campanal) — іспанський футболіст, що грав на позиції захисника.
Виступав, зокрема, за клуб «Севілья», а також національну збірну Іспанії.

## Клубна кар'єра
У дорослому футболі дебютував 1950 року виступами за команду клубу «Севілья», в якій провів шістнадцять сезонів, взявши участь у 349 матчах чемпіонату. До 1953 року головним тренером команди був його дядько, Гільєрмо Кампаналь. Більшість часу, проведеного у складі «Севільї», був основним гравцем захисту команди.
Завершив професійну ігрову кар'єру у клубі «Депортіво», за команду якого виступав протягом 1966—1967 років.

## Виступи за збірну
У 1952 році дебютував в офіційних матчах у складі національної збірної Іспанії. Протягом кар'єри у національній команді, яка тривала 6 років, провів у формі головної команди країни лише 11 матчів.